# Éclipse solaire du 29 mars 2006
L'éclipse solaire du 29 mars 2006 est une éclipse solaire totale.
C'était la 4e éclipse totale du XXIe siècle, mais le 5e passage de l'ombre de la Lune sur la Terre, en ce siècle.

## Caractéristiques

### Carte d'identité
| Numéro dans le canon d'Oppolzer            | 7 646                                                                                                  |
| Numéro de suite de van den Bergh           | 139 |
| Rang dans la suite de van den Bergh        | 29/71                                                                                                  |
| Nœud de l'orbite lunaire                   | Ascendant                                                                                              |
| Nature de l'éclipse                        | Totale                                                                                                 |
| Région de visibilité                       | Type IV                                                                                                |
| Durée maximale de la phase de centralité   | 247 s (4 min 7 s), à 10:11:18 UTC, à la frontière entre le Tchad et la Libye, par 23° 09′ N, 16° 45′ E |
| Largeur maximale de la bande de centralité | 183,5 km                                                                                               |

## Visibilité

Parcours de l’éclipse sur la Terre.

L'éclipse totale était visible le long d'un couloir débutant au Brésil, traversant l'océan Atlantique, l'Afrique du Nord, la Turquie, la Russie du Sud-Ouest et l'Asie centrale. La zone de pénombre était visible sur la plupart de l'Afrique, l'Europe et l'Asie centrale.

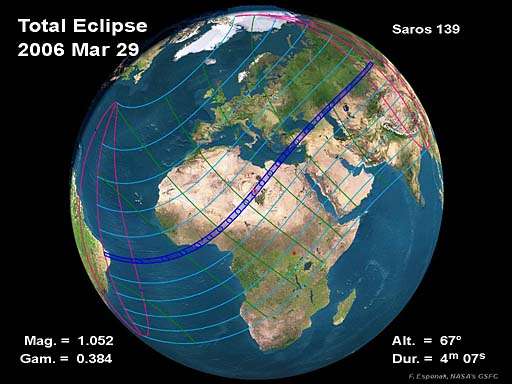
Parcours de l'ombre de l'éclipse à la surface du globe le 29 mars 2006.

L'éclipse a traversé successivement les pays suivants :
- Brésil
- Ghana
- Togo
- Bénin
- Nigeria
- Niger
- Tchad
- Soudan
- Libye
- Égypte
- Grèce (Kastelórizo)
- Turquie
- Géorgie
- Russie
- Kazakhstan
- Russie
- Mongolie

## Images

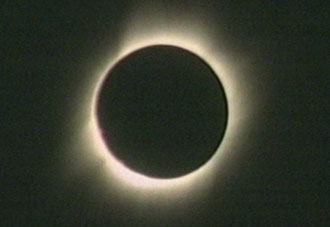
Photographie du Soleil pendant l'éclipse totale.

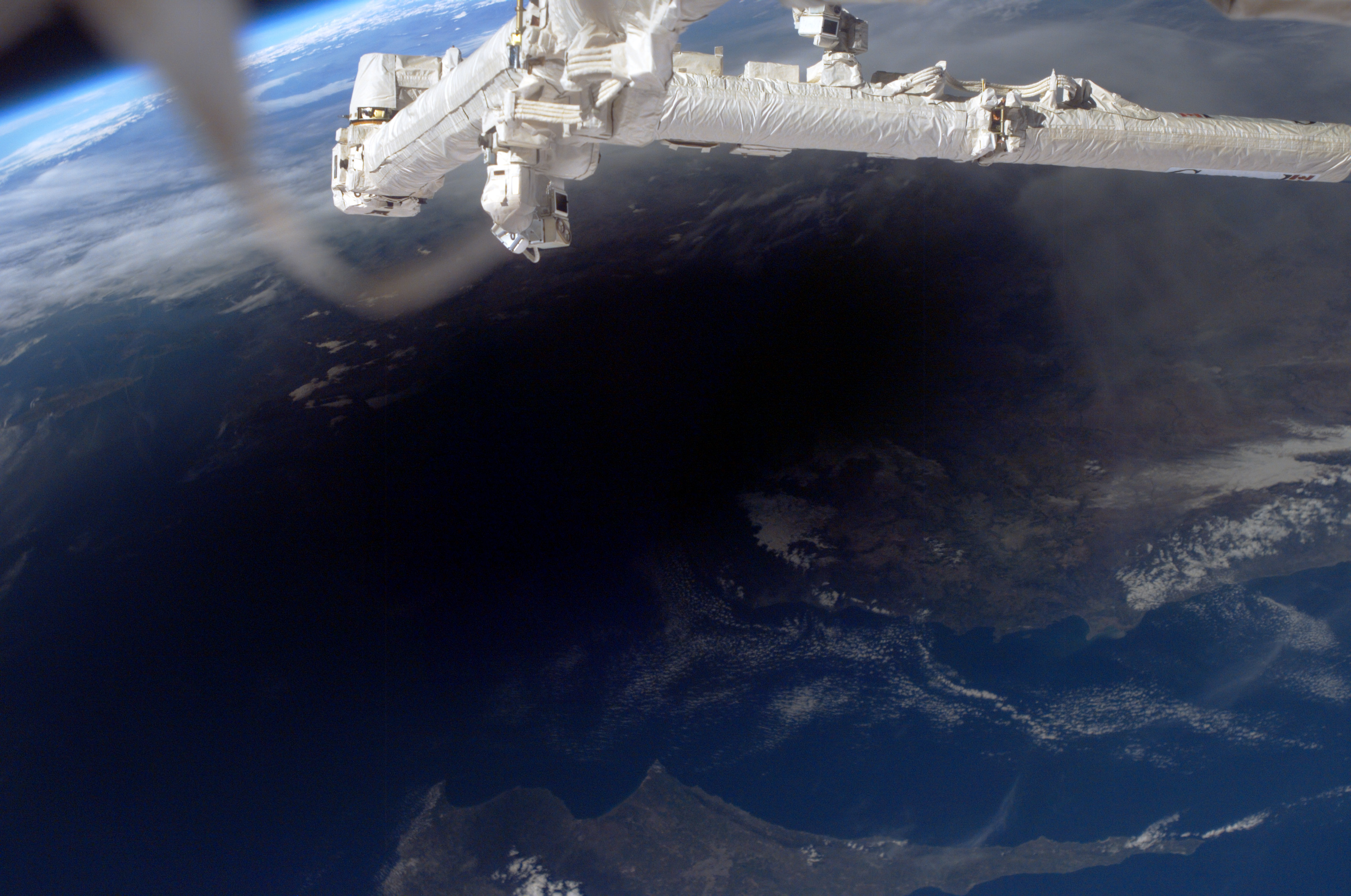
L'ombre de la Lune vue depuis l'ISS au-dessus de Chypre et de la Turquie.